# Trang (cây ngập nước mặn)
Kandelia candel trong tiếng Việt thường gọi tên trang, vẹt thang, vẹt dìa là một loài thực vật có hoa trong họ Rhizophoraceae. Loài này được (L.) Druce mô tả khoa học đầu tiên năm 1914.